# Эспиноса, Манрике
Манрике Эспиноса Наварро (исп. Manrique Espinosa Navarro; род. 17 августа 2002) — боливийский футболист, защитник клуба «Дестройерс».

## Клубная карьера
Эспиноса — воспитанник клуба «Дестройерс». 4 апреля 2019 года в матче против «Боливара» он дебютировал в боливийской Примере.

## Международная карьера
В 2019 году в составе юношеской сборной Боливии Эспиноса принял участие в юношеском чемпионате Южной Америки в Перу. На турнире он сыграл в матчах против команд Эквадора, Венесуэлы, Перу и Чили.